# Austrosignum grande
Austrosignum grande är en kräftdjursart som beskrevs av Hodgson 1910. Austrosignum grande ingår i släktet Austrosignum och familjen Paramunnidae. Inga underarter finns listade i Catalogue of Life.